# Озёрная (приток Волосты)
Озёрная (Каменка) — река в Смоленской области России.
Протекает по территории Вяземского и Угранского районов. Впадает в реку Волосту в 28 км от её устья по правому берегу. Длина реки составляет 24 км, площадь водосборного бассейна — 94,5 км².
Вдоль течения реки расположены деревни Никольское Заводского сельского поселения, Крутые, Красная Весна и Волоста Михалёвского сельского поселения.

## Данные водного реестра
По данным государственного водного реестра России относится к Окскому бассейновому округу, водохозяйственный участок реки — Угра от истока и до устья, речной подбассейн реки — Бассейны притоков Оки до впадения Мокши. Речной бассейн реки — Ока.
По данным геоинформационной системы водохозяйственного районирования территории РФ, подготовленной Федеральным агентством водных ресурсов:
- Код водного объекта в государственном водном реестре — 09010100412110000020828
- Код по гидрологической изученности (ГИ) — 110002082
- Код бассейна — 09.01.01.004
- Номер тома по ГИ — 10
- Выпуск по ГИ — 0

### Притоки (км от устья)
- 11,2 км: река Матерушка (лв)
- 17,8 км: река Рубежка (лв) (В месте слияния - озеро)
- 19 км: река Каменка (лв) (В месте слияния - озеро)